# 리플렉스
리플렉스는 대한민국의 4인조 록 밴드다. 2012년 디지털 싱글 앨범 [Miniseries #1 (Romantic Wrestler)]로 데뷔했다.

## 방송
- 슈퍼스타K 7 - Top26

## 음반
- Miniseries #1 Romantic Wrestler (2012)
- Miniseries #2 The Wrestler (2013)
- Found Tracks Vol.30 (2013)
- Talk To Me (2014)
- My All (2014)
- 불 (2016)
- Let's Burn (2016)
- 온스테이지 304번째 리플렉스 (2016)